# Paulo César Quevedo
Paulo César Quevedo  (Ciudad Juárez, Mexikó, 1975. február 1. –) mexikói színész.

## Élete és pályafutása
Paulo César Quevedo 1975. február 1-én született Ciudad Juárezben. Tagja volt a Kairo mexikói együttesnek. Karrierjét 1999-ben kezdte az Acapulco szépe című telenovellában, ahol Ariel szerepét játszotta. 2002-ben a Telemundóhoz szerződött. 2008-ban a Doña Bárbara című telenovellában kapott szerepet. 2012-ben az Utolsó vérig című sorozatban Tomás Buenaventura szerepét játszotta.

## Filmográfia

### Telenovellák
- Reina de Corazones (Telemundo, 2014) - Isidro Castillo
- Marido en alquiler  (Telemundo, 2013) - Juan Pablo Palmer
- Utolsó vérig (El rostro de la venganza)  (Telemundo, 2012-2013) - Tomás Buenaventura
- Csoda Manhattanben (Una Maid en Manhattan) (Telemundo, 2011-2012) - Victor Mendoza
- Csók és csata (Corazón apasionado) (Venevisión, 2011) - Felipe López
- Pecadora (Venevisión, 2009-2010) - El Mechas / Adalberto
- Doña Bárbara (Telemundo, 2008-2009) ....Balbino Paiba
- Az áruló (La Traición) (Telemundo, 2008) ....Delfino
- Madre Luna (Telemundo, 2007) ....Tirso Reinoso
- Sarokba szorítva (Accoralada) (Venevision, 2006-2007) ....René Romero
- Sosem feledlek (Olvidarte jamás) (Venevision, 2005) ....Patricio de la Nuez
- Decisiones (Telemundo, 2005)
- La mujer en el espejo (Telemundo, 2004-2005) ....Alberto Gutiérrez
- Elbűvölő szerelem (Amor descarado) (Telemundo, 2003-2004) ....Jonathan Muñoz
- Vale todo (Telemundo, 2002-2003) ....Cesar
- Szeretők és riválisok (Amigas y rivales) (Televisa, 2001) ....Edgar
- Acapulco szépe (Alma rebelde) (Televisa, 1999)....Ariel